# 平方毫米
平方毫米（符號為mm²）是面積的公制單位(SI Unit)，其定義是「邊長為1公厘的正方形的面積」。

## 單位轉換
| 1平方公厘(1mm²)等於： - 0.000001m² - 0.01cm² - 1000000µm² | (1m²=1000000mm²) (1cm²=100mm²) (1µm²=0.000001mm²) |

## 参看
- 国际单位 - 长度单位 - 时间长度比较 - 数量级 - 单位转换
- 平方千米 - 公頃 - 公畝 - 平方米 - 平方厘米 - 平方毫米